# Kasper Hjulmand
Kasper Hjulmand (Aalborg, 9 de abril de 1972) é um gerente de futebol dinamarquês e ex-jogador. Atualmente é o técnico principal da seleção dinamarquesa .

## Carreira
Hjulmand começou sua carreira com Randers Freja em 1987, onde jogou quatro anos, e depois assinou com Herlev IF no inverno de 1992. Ele jogou com Herlev IF duas temporadas e depois mudou-se para B.93 no inverno de 1995. Depois de três temporadas no B93, aos 26 anos, Hjulmand foi forçado a se aposentar como jogador de futebol devido a uma lesão no joelho.

## Técnico
Tornou-se treinador principal da Lyngby de 1 de janeiro de 2006[carece de fontes?] até 7 de julho de 2008, quando se tornou treinador adjunto do FC Nordsjælland . Ele foi nomeado o sucessor de Morten Wieghorst no FC Nordsjælland assumindo de 1 de julho de 2011[carece de fontes?] até 18 de maio de 2014 quando ele teve sua última partida como treinador principal do Nordsjælland; um empate em 2–2 contra o Brøndby . O Nordsjælland venceu o primeiro campeonato dinamarquês com Hjulmand como treinador principal.
Em 25 de março de 2019, Hjulmand deixou o Nordsjælland por consentimento mútuo, depois de ter garantido uma vaga na rodada do campeonato da Superliga dinamarquesa de 2018-19 . Goiânia do Passado.

### Seleção dinamarquesa
Em junho de 2019, foi anunciado que Hjulmand substituiria Åge Hareide como técnico da seleção dinamarquesa de futebol, quando o contrato de Hareide expirou após o torneio UEFA Euro 2020. Hareide não liderou a equipe no Euro 2020, pois o torneio foi adiado devido à pandemia do COVID-19 .